# Elecciones municipales de 2019 en Baracaldo
Las elecciones municipales de 2019 se celebraron en Baracaldo el domingo 26 de mayo, de acuerdo con el Real Decreto de convocatoria de elecciones locales en España dispuesto el 1 de abril de 2019 y publicado en el Boletín Oficial del Estado el 2 de abril. Se eligieron los 27 concejales del pleno del Ayuntamiento de Baracaldo, a través de un sistema proporcional (método d'Hondt), con listas cerradas y un umbral electoral del 5 %.

## Candidaturas
En mayo de 2019 fueron proclamadas 8 candidaturas. 

## Resultados
La candidatura del Partido Nacionalista Vasco con Amaia del Campo a la cabeza repitió su victoria del 2015 en el municipio vasco ahora desmarcándose de la apretada diferencia que mantenía con el  Partido Socialista de Euskadi y rompiendo el empate a 8 escaños entre ambos con un avance de 3 concejales por parte de los nacionalistas vascos. Por su parte tanto EH Bildu como el Partido Popular perdieron 1 y 2 representantes, manteniendo 3 y 1 respectivamente. Los partidos que se presentaron a las elecciones de 2015 bajo la coalición Irabazi juntaron fuerzas con Podemos pero repitieron resultados solo notando una ligera mejoría en el porcentaje de votos.
| Candidatura     | Candidatura     | Votos  | %                               | Escaños                         |
| --------------- | --------------- | ------ | ------------------------------- | ------------------------------- |
|                 | PNV             | 18,897 | 38.21                           | 11                              |
|                 | PSE-EE          | 13,265 | 26.82                           | 8                               |
|                 | Podemos         | 6,532  | 13.21                           | 4                               |
|                 | EH Bildu        | 5,529  | 11.18                           | 3                               |
|                 | Partido Popular | 3,049  | 6.17                            | 1                               |
|                 | Ciudadanos      | 765    | 1.55                            | 0                               |
| Solidaria       | Solidaria       | 584    | 1.18                            | 0                               |
|                 | Vox             | 535    | 1.08                            | 0                               |
| Votos en blanco | Votos en blanco | 298    | 0.6                             | n/a                             |
| Votos válidos   | Votos válidos   | 49,156 | 100,00                          | 27                              |
| Votos nulos     | Votos nulos     | 287    | Participación: \| \| 62.53 % \| | Participación: \| \| 62.53 % \| |
| Votantes        | Votantes        | 49,443 | Participación: \| \| 62.53 % \| | Participación: \| \| 62.53 % \| |
|                 | 62.53 %         |        | Participación: \| \| 62.53 % \| | Participación: \| \| 62.53 % \| |

## Concejales electos
| N.º | Nombre                        | Lista | Lista   |
| --- | ----------------------------- | ----- | ------- |
| 1   | Amaia Del Campo Berasategi    |       | PNV     |
| 2   | Alfredo Retortillo Paniagua   |       | PSE-EE  |
| 3   | Nerea Cantero Gurtubai        |       | PNV     |
| 4   | Alba Delgado Alaña            |       | PSE-EE  |
| 5   | Eder Álvarez Rivera           |       | Podemos |
| 6   | Jon Andoni Uria Garcia        |       | PNV     |
| 7   | Liher Imaz Goienetxea         |       | Bildu   |
| 8   | Gorka Zubiaurre Sasia         |       | PNV     |
| 9   | Jesús Eduardo Castañeda Morla |       | PSE-EE  |
| 10  | Mikel Antizar Montalban       |       | PNV     |
| 11  | Ana Belén Quijada Garrido     |       | PSE-EE  |
| 12  | Itziar Celis Gonzalez         |       | Podemos |
| 13  | Rakel Olalla Gonzalez         |       | PNV     |
| 14  | Victor Rodriguez Garcia       |       | PP      |
| 15  | Maria Solar Romero            |       | Bildu   |
| 16  | Danel Sola Fuenes             |       | PNV     |
| 17  | Juan Antonio Pizarro Furones  |       | PSE-EE  |
| 18  | Iñigo Asensio Novo            |       | PNV     |
| 19  | Nuria Rodríguez Elorduy       |       | PSE-EE  |
| 20  | Christian Bolaños Rodriguez   |       | Podemos |
| 21  | Iratxe Foces Herrero          |       | PNV     |
| 22  | Ángel Madrazo Aja             |       | PSE-EE  |
| 23  | David Solla Varela            |       | PNV     |
| 24  | Iraide Kareaga Martine        |       | Bildu   |
| 25  | Jonatan Martin Hurtado        |       | PNV     |
| 26  | Vanesa Tapias Martinez        |       | PSE-EE  |
| 27  | Maria Victoria Freire Perez   |       | Podemos |